# Chapacura
Chapacura (Sami sebe zovu Huachi; ostale varijante Chapakura, Txapakúra, Capakura, Chapakura, Tapacura), glavno pleme porodice chapacuran u Boliviji na rijeci Rio Blanco blizu misije Carmen i zapadnobrazilskim državama Mato Grosso i Rondônia, odnosno u području Guapore-Mamore. Jezik im je možda nestao.